# Plexaura aggregata
Plexaura aggregata är en korallart som beskrevs av Nutting 1910. Plexaura aggregata ingår i släktet Plexaura och familjen Plexauridae. Inga underarter finns listade i Catalogue of Life.